# NGC 6033
NGC 6033 في الفهرس العام الجديد، هي مجرة، تقع في كوكبة الحية. اكتشفت في 23 يوليو 1864 بواسطة ألبرت مارث.

## روابط خارجية
- NGC 6033 على موقع ويكي سكاي: DSS2, SDSS, GALEX, IRAS, Hydrogen α, X-Ray, Astrophoto, Sky Map, Articles and images